# Soarta finală a universului
Soarta finală a Universului este un subiect al cosmologiei fizice ale cărei restricții teoretice permit descrierea și evaluarea posibilelor scenarii privind evoluția și soarta finală a universului. Pe baza dovezilor observaționale disponibile, luarea deciziei privind soarta viitoare și evoluția universului a devenit o întrebare cosmologică validă, dincolo de credințele mitologice sau teologice. Mai multe variante posibile au fost prezise de diferite ipoteze științifice, inclusiv pentru variantele dacă universul are o durată finită și infinită sau pentru a explica nașterea sa.
Observațiile făcute de Edwin Hubble în anii 1920–1950 au arătat că galaxiile păreau să se îndepărteze una de cealaltă, ducând la teoria Big Bang-ului acceptată în prezent. Acest lucru sugerează că universul a început - foarte mic și foarte dens - cu aproximativ 13,82 miliarde de ani în urmă și s-a extins și (în medie) a devenit mai puțin dens de atunci. Confirmarea Big Bang-ului depinde în mare parte de cunoașterea ratei de expansiune, a densității medii a materiei și a proprietăților fizice ale masei-energiei din univers.
Există un consens puternic în rândul cosmologilor prin care universul este considerat „plat” (vezi Forma universului) și va continua să se extindă pentru totdeauna.
Factorii care trebuie luați în considerare pentru a determina originea și soarta finală a universului includ mișcările medii ale galaxiilor, forma și structura universului și cantitatea de materie întunecată și energie întunecată pe care universul o conține.

## Forma universului

Soarta finală a unui univers în expansiune depinde de densitatea materiei și de densitatea energiei întunecate

Au fost prezentate argumentele conform cărora datele observaționale se potrivesc cel mai bine cu concluzia că forma universului global este infinită și plată, dar datele sunt, de asemenea, în concordanță cu alte forme posibile.
Un parametru important care determină evoluția viitoare a teoriei Universului este parametrul de densitate, Omega (Ω), definit ca densitatea medie a materiei a universului împărțită la o valoare critică a acelei densități.
- Dacă Ω = 1, universul este plat; expansiunea va continua la nesfârșit, dar componentele universului vor fi separate de distanțe infinite doar după pierderea unor cantități  de energie cinetică.
- Dacă Ω > 1, există o curbură pozitivă; interacțiunile gravitaționale devin predominante și expansiunea se poate opri sau chiar inversa, ducând la colapsul întregului univers.
- Dacă Ω < 1 există o curbură negativă; expansiunea va continua până când componentele universului sunt separate de distanțe infinite.

## Ipoteze privind soarta finală a Universului

### Moarte termică
Moartea termică a Universului sau Marea Înghețare este o ipoteză pe baza extrapolării celui de-al doilea principiu al termodinamicii la întregul Univers. Universul ar trebui să ajungă în cele din urmă la o stare de echilibru termodinamic sau „moarte termică” (un termen care descrie starea finală a oricărui sistem termodinamic închis) în timp. În această ipoteză, Universul este plat sau deschis și se va extinde pentru totdeauna.

### Marea ruptură
Big Rip - Materia, de la stele și galaxii la atomi și particule subatomice, este progresiv sfâșiată de expansiunea Universului într-o anumită perioadă de timp în viitor. Teoretic, factorul de scară al universului devine infinit la un moment finit în viitor. Ipoteza se bazează în mod crucial pe tipul de energie întunecată din Univers. 

### Marea implozie
Big Crunch, Marea implozie sau Marele colaps presupune că în viitor metrica de expansiune devine reversibilă, iar la sfârșit („sfârșitul lumii”) universul colapsează total, transformându-se într-o singularitate de tipul unei găuri negre.

### Marea revenire
Big Bounce sau Marea revenire implică modelul ciclic al Big Bang-ului sau interpretarea universului oscilant  în care primul eveniment cosmologic a fost rezultatul prăbușirii unui univers anterior.
Dragan Hajduković a descris în revista Astrophysics and Space Science un mecanism capabil să transforme materie în antimaterie (și invers), al cărui rezultat (teoretic) este un univers ciclic cu o predominanță consistentă a materiei sau a antimateriei. Conform acestui scenariu, atunci când universul cu materie predominantă în el se prăbușește, apare universul cu antimaterie predominantă și acest ciclu se repetă în mod constant (la infinit).

### Dezintegrarea vidului
Big Slurp  - este o teorie care susține că universul există în prezent într-un vid fals și că acesta ar putea deveni un vid adevărat în orice moment. Un vid adevărat există atât timp cât universul există în starea sa cea mai scăzută de energie, caz în care teoria vidului fals este irelevantă. Cu toate acestea, dacă vidul nu se află cu adevărat în starea sa cea mai scăzută de energie (un vid fals), ar putea trece printr-un efect tunel la o stare de energie mai mică. Aceasta este dezintegrarea vidului care are potențialul de a modifica în mod fundamental universul nostru; în scenarii mai îndrăznețe, chiar și diferitele constante fizice ar putea avea valori diferite, afectând grav fundamentele materiei, energiei și spațiului-timp. De asemenea, este posibil ca toate structurile să fie distruse instantaneu, fără niciun fel de avertisment.